# Andra
Alexandra Irina Măruță (nume la naștere Alexandra Irina Mihai; n. 23 august 1986, Câmpia Turzii, Cluj, România), cunoscută mai bine sub numele de scenă Andra, este o vedetă de televiziune și cântăreață română de muzică pop, și R&B. Primul său disc single, Andra îl lansează în anul 2001, la doar 14 ani, menținându-se pe primele locuri de la debut până în prezent, în cadrul Romanian Top 100.
Începându-și cariera muzicală de la vârsta de 7 ani, aceasta a avut prima sa interpretare la concursul muzical difuzat de TVR, intitulat „Tip Top Minitop” - realizat de Oana Ionescu - în calitate de invitată, interpretând piesa lui Whitney Houston I Will Always Love You. Pe lângă muzica pop, aceasta cânta alternativ și muzică populară, drept pentru care a mers la un concurs intitulat Pe fir de baladă la vârsta de 9 ani, ce avea loc la Târgu Jiu. După ce concursul s-a finalizat, Andra nu a reușit să obțină unul din primele trei locuri, însă a câștigat o mențiune. La vârsta de 11 ani, aceasta a participat la alt concurs intitulat Festivalul Concurs de Interpretare Folclorică Toamna Arieșeană unde de această dată a câștigat primul loc. Pe lângă concursurile de muzică populară aceasta a mers și la concursuri de muzică ușoară, câștigând numeroase premii.
În octombrie 2013, șlagărul Andrei, „K. la Meteo” în colaborare cu What's Up, a fost nominalizat la categoria „Best Romanian Act” la MTV Europe Music Awards.
Andra a scos noi hit-uri în aprilie 2013 „Inevitabil va fi bine”, în decembrie 2013 „Atâta timp cât mă iubești!” cu Marius Moga, în februarie 2014 cu Vunk „Numai la doi”, în iulie 2014 cu Liviu Teodorescu „Așa e dragostea”, în ianuarie 2015, cu Shift „Avioane de hârtie”, în aprilie 2015, cu Proconsul și Ștefan Bănică „Aici cu mine”, în mai 2015 „Falava”, în iunie 2015 „Nebuni în noapte”, în august 2015 „Niciodată nu spune niciodată”, în februarie 2016 „Iubirea schimbă tot” și cel mai recent single, cu David Bisbal, „Without You”, care a reușit să adune în 9 zile de la lansare peste 13 milioane de vizualizări.
Până în prezent artista a lansat 12 albume, ale căror single-uri s-au bucurat de un real succes atât în țară cât și în străinătate, vânzându-se în peste 500.000 de copii.

## Biografie

### Anii copilăriei. Primele activități muzicale (1986—2001)
Alexandra Irina Mihai s-a născut în Câmpia Turzii, România la 23 august 1986. Părinții săi își amintesc cu plăcere despre primele vorbe rostite de Andra, care îngână cântecele auzite de la aceștia. Nu au trecut mult timp și s-a dovedit că un potențial și talent incontestabil avea să îi consolideze micuței o carieră stabilă în peisajul mediatic autohton.
Deoarece Andra dorise o carieră muzicală, tatăl acesteia, Alexandru Mihai, a hotărât ca ea să participe într-un concurs muzical ce a avut loc în București organizat de către Titus Munteanu. La intrarea în concurs au participat 450 de copii, Andra aflându-se printre cei calificați. În aceeași perioadă, Andra a cântat și muzica populară, participând și la un concurs național intitulat “Pe fir de baladă”, care a avut loc la Târgu Jiu. În cadrul acestui concurs a primit mențiune. Avea doar 9 ani.

### Era «Andra» (2001—2003)

#### Debutul și primele succese
Având un talent considerabil, acesteia i-au fost cerute colaborări de la mai mulți compozitori, la vârsta de 14 ani începând înregistrările la albumul ei de debut intitulat Andra într-un studio de înregistrări Dr. Costi. Albumul conținea 10 piese și era de genuri muzicale precum R&B și Pop-dance. Primul album numit simplu “Andra”, s-a bucurat de un mare succes din care au fost extrase două single-uri pentru videoclip: “În noapte mă trezesc” și “Eu aș da”, care au devenit hit-urile anului. După o lună de la apariția single-ului “În noapte mă trezesc”, Andra este nominalizată la Premiile Industriei Muzicale Românești la trei secțiuni: Pop, Dance și R&B unde a fost răsplătită cu premiul pentru cel mai bun proiect de debut.
Videoclipul pentru piesa “În noapte mă trezesc” a fost inclus în categoria "Romania Dominators" realizată de postul de radio Cfm, și o ilustrează pe Andra cântând pe petale de flori refrenul obsesiv care făcea furori la acea vreme în rândul adolescenților : "În noapte mă trezesc/Cu luna de pe cer vorbesc/Și-i spun durerea mea/ Doar ea mă poate asculta". Criticii au considerat melodia ca fiind renașterea unui stil neoclasic combinat cu anumite elemente foarte ușoare de manele avându-l în vedere pe cel care a compus muzica și versurile. Cu toate acestea la vremea respectivă piesa a fost considerată plagiat, fiindcă vădea similtudini cu o celebră piesă de manele a lui Ștefan de la Bărbulești ale cărui versuri erau: "În noapte mă trezesc/ Cu luna de pe cer vorbesc/ Și-i spun durerea mea/ Că mi-ai distrus inima”.
- Al doilea album al artistei s-a numit "Dragostea mea", lansat in 2002, de pe care a promovat două piese:"Aș vrea" și "Un ocean de-ai fi".În același an a obținut locul 4 la Festivalul Mamaia, secția creație, cu piesa "E vina ta".La începutul anului următor s-a bucurat de premiul pentru cea mai bună voce a momentului la Festivalul Cântecului de dragoste, urmând mai apoi multe nominalizări la MTV România.În același an a obținut și premiul pentru cea mai mare ascensiune de la Societatea Națională de Radio și un premiu de excelență oferit de Primăria Sectorului 1 București.
- În 2004 a promovat single-ul "Vreau sărutarea ta" împreună cu Tiger 1 de pe noul album lansat, fiind nominalizată la Premiile Radio București pentru titlul de cel mai bun interpret.
- În 2007 a lansat primul album de muzică folclorică din cariera sa, împreună cu fratele ei, Săndel, albumul intitulându-se "De la frate la soră".La scurt timp de la lansare albumul a primit :Discul de aur", imediat urmând și "Discul de platină", iar pe 1 decembrie același an, cei doi frați au primit din partea casei de discuri trofeul "Discul de diamant".Pe 5 martie, Andra a promovat următorul ei album, de pe care a promovat piesa "Dragostea rămâne", acesta fiind și titlul albumului.În videoclipul piesei rolurile principale au fost ea și actualul său soț, Cătălin Măruță.
- Tot în 2007 a participat la "Festivalul Cerbul de Aur Brașov", unde a obținut locul II și la competiția națională "Eurovision" alături de trupa Simplu cu melodia "Dracula, My Love", ce avea însă să fie descalificată.
- În iarna anului 2007 a lansat albumul "Vis de iarnă" având mare succes la fel ca și restul albumelor ei.Printre nenumăratele albume de succes, Andra a cochetat și cu televiziunea, prezentând la Antena 1 emisiunea "Singuri cu vedeta și la Pro TV emisiunea karaoke "O-la-la",[18] mai târziu făcând parte din juriul show-lui "Românii au talent".[19]

### Apogeul (2009—2012)
Apogeul în industria muzicală româneasca l-a atins prin orientarea către muzica dance. Dacă până atunci Andra se axase exclusiv pe muzică populară și în special muzică pop, în 2010, Andra a scos single-urile "Abelia" și "Something New", cel din urmă având să devină indiscutabil un hit al cluburilor din toată România, cucerind rapid masele, și să fie inclus mai târziu pe albumul "Inevitabil va fi bine", single-ul făcând la vremea respectivă în țară competiție cu hit-urile Innei, "I don't see ya" al Cristinei Rus sau "Disco Romancing" al Elenei Gheorghe.
Au urmat "Telephone" în anul 2011, single cu tematică și videoclip inspirate din hitul cu același nume al celor de la Lady Gaga și Beyonce și "What About Us", în primăvara lui 2012.
Popularitatea și succesul aduse de aceste hit-uri au adus-o pe Andra în rândul artiștilor ce aveau să facă parte din turneul național LIDL Mix Music Evo din 2013, alături de nume precum Connect-R, Deepcentral sau Andreea Bălan, turneu ce avea să treacă prin 18 orașe.
În acest timp, Andra a câștigat popularitate și din postura de jurat al emisiunii "Românii au talent" transmisă de postul de televiziune Pro TV, din publicitate, reprezentând imaginea companiilor Garnier și Lidl, dar și din aparițiile în revistele Tango, Cosmopolitan sau Unica, ajungând astfel printre cele mai de succes și cunoscute femei din România.

### Reîntoarcerea la muzica pop și conservarea succesului (2012—prezent)
Aceasta a avut loc în toamna lui 2012 și a marcat și reorientarea Andrei către versurile în limba română.
"Avioane de hârtie", "K la Meteo" și "Inevitabil va fi bine" sunt cele mai notabile hit-uri de la schimbarea genului muzical până în prezent. Cu peste 30 de milioane de vizualizări pe YouTube, "Inevitabil va fi bine" este unul dintre cele mai urmărite videoclipuri muzicale în limba română de pe Internet și unul dintre cele mai difuzate single-uri din toate timpurile la radio și la canalele de televiziune de muzică din România, culminând cu un real succes. Andra a primit în 2013 discul de platină pentru vânzări de peste 10.000 de unități ale albumului "Inevitabil va fi bine". Cu toate acestea, single-ul recent "Falava" are versuri în limba portugheză și a devenit un hit al cluburilor, fiind considerat a fi o melodie dance.
În anul 2016 Andra a lansat piesa “Without You” în colaborare cu cântărețul spaniol David Bisbal. Piesa a fost foarte bine primită de fanii artistei, ea înregistrând un număr record de vizualizări încă din primele 24 de ore de la lansare.

### Educație
Liceul Economic "A.D. Xenopol"; Facultatea de Psihologie Muzicală, Universitatea Spiru Haret.

### Actorie
Andra a fost cooptată de Turner Broadcasting System pentru a interpreta melodia de generic a serialului Muuu și Beee: Povești de la fermă, care rulează în fiecare weekend de la ora 11:00 pe canalul Boomerang.

## Viața personală
Andra este căsătorită din 23 august 2008 cu prezentatorul de televiziune Cătălin Măruță, realizator al emisiunii "La Măruță". În 16 martie 2011, cei doi au devenit părinți când a venit pe lume David, primul lor copil. La 23 iulie 2015, artista a dat naștere celui de-al doilea său copil, o fetiță, care a primit numele Eva Maria Ioana.

## Discografie

### Albume
Sursa
- Andra (2001) - Nova Music
- Dragostea mea (2002) - Nova Music
- Vreau sărutarea ta feat. Tiger One (2003) - CatMusic
- Vreau sărutarea ta (reeditare) (2004) - CatMusic
- Rămâi cu mine (2005) - CatMusic
- Best of (2007) - CatMusic
- De la frate la soră (2007) - MediaProMusic
- Vis de iarnă (2007) - MediaProMusic
- Dragostea rămâne (2008) - MediaProMusic
- Album de familie (2008) - MediaProMusic
- Iubește-mă astăzi, Iubește-mă mâine (2009) - MediaProMusic
- Inevitabil va fi bine (2013) - MediaProMusic[24]
- Pregătește-te pentru sărbători - Lidl - Mango Records și MediaPro Music (2013)[25]
- Iubirea schimbă tot (2017)
- Andra - Sudamericana feat. Pachanga (2018)
- Andra - Indiferentă (2018)

### Single-uri
- „Dragostea rămâne” (2007)
- „Femeia” (2009)
- „Colț de suflet” feat. Adi Cristescu (2009)
- „Something New” (2011)
- „Telephone” (2011)
- „K la Meteo” feat. What's Up (2012)
- „Inevitabil va fi bine” (2013)
- „Atâta timp cât mă iubești” feat. Marius Moga (2013)
- „Numai la doi” feat. Vunk (2014)
- „Așa e dragostea” (2014)
- „Cerul de-ar cădea” feat. Marcel Pavel (2014)
- „Adio” (2014)
- „Avioane de hârtie” feat. Shift (2015)
- „Falava” feat. Naguale (2015)
- „Nebuni în noapte” (2015)
- „Niciodată să nu spui niciodată” feat. Cabron (2015)
- „Din ceruri ninge alb” (2015)
- „Iubirea schimbă tot” (2016)
- „Love Can Save It All” (2016)
- „Why" (2016)
- „Without You” feat. David Bisbal (2016)
- „Sweet Dreams” feat. Mara (2016)
- „Butterfly” feat. Fly Project (2016)
- „Iubirea schimbă tot" (2017)
- „Floare de Nu-Mă-Uita" feat. Dorian
- „Mi-ai luat mințile" feat. Pacha Man
- „Semne" feat. Connect-R (2018)
- „Indiferența" (2018)
- „Sudamericana" feat. Pachanga (2018)
- „Supereroi” (2019)
- „Vina mea” (2020)
- „Barcelona” feat. Dony & Matteo (2020)
- „Jumătatea mea mai bună” feat. 3 Sud Est (2021)
- „Nu m-am gândit la despărțire”, cu Andrei Bănuță (2023)

## Premii obținute
- "Cel mai bun proiect de debut" la Premiile Industriei Muzicale Românești 2002
- "Discul de aur" pentru vânzările albumului Dragostea mea - 2002
- "Cea mai bună solistă" - topurile anului 2002 la revista POPCORN
- "Cea mai bună voce feminină" - Festivalul Cântecului de Dragoste 2003
- "Cea mai bună voce feminină" - Premiile MTV România 2003
- "Nominalizare și participare la MTV World Music Awards 2003 Scoția"
- "Cea mai rapidă ascensiune" - Premiile Radio România Actualități 2003
- "Cea mai bună voce feminină" - Premiul revista muzicală Uniunea compozitorilor 2004
- "Locul II Eurovision România 2003"
- "Cel mai bun videoclip - Vreau sărutarea ta" premiile MTV România 2004
- "Discul de aur" - pentru Vreau sărutarea ta 2004
- "Locul I la Festivalul MAMAIA" secțiunea șlagăre 2004
- "Locul II la Festivalul Cerbul de Aur Brașov" 2005
- "Locul III la Festivalul MAMAIA" secțiunea șlagăre 2005
- "Locul I la Festivalul MAMAIA" secțiunea creație 2005
- "Cea mai bună melodie a anului" 2005
- "Cea mai bună interpretă a anului" 2005
- "Nominalizată premiile MTV" 2005
- Premiile muzicale "Romanian TopHits" 2006 Locul I soliste vocale
- Premiile JetiKids Awards 2006 - cea mai bună cântăreață
- Premiile Femeia Anului - Cea mai bună solistă a anului 2006 Generația Tânără
- Disc de aur, platină și diamant pentru cel mai bun album pe 2007
- Premiile JetiKids Awards 2007 - cea mai bună cântăreață
- Nominalizată la Cea mai bună solistă - Femeia Anului 2007
- Trofeul "10 pentru România" - 2007
- Premiul Best Female și Cea mai difuzată piesă din 2013 în cadrul ceremoniei "Romanian Music Awards"
- Premiul pentru Cel mai bun debut - What's Up feat Andra în cadrul galei "On Air Music Awards" 2013
- Premiul Best Video - What's Up feat Andra și Best Female în cadrul "Media Music Awards" 2013
- Disc de platină pentru albumul "Inevitabil va fi bine"
- Cea mai vizualizată piesă ZU pe YouTube-2014-ZU Music Awards
- Cel mai bun live al anului la ZU-2014-ZU Music Awards
- Cea mai bună piesă pop-2014-ZU Music Awards
- Cea mai bună artistă-2014-ZU Music Awards
- Best Rock pentru piesa Numai la doi alături de Vunk - Romanian Music Awards 2014
- Best Rock pentru piesa “Numai la doi” alături de Vunk - Media Music Awards 2014
- Fans Like Award - Media Music Awards 2014[26]
- Best Female Artist - Media Music Awards 2014
- Fans Like Award-Media Music Awards 2015
- Most Wanted Artist by Asus Fans-Media Music Awards 2015

### Interviuri
- "Folclorul si Ardealul sunt parte din sufletul meu", Formula AS - anul 2002, numărul 530
- "Am mare noroc. M-a inzestrat Dumnezeucu o memorie muzicala foarte buna", Formula AS - anul 2003, numărul 600
- VIDEO Andra: „Eu și Cătălin îl «bârfim» pe David ore întregi“, 23 august 2011, Andreea Glodea, Adevărul
- Corina Stoica (19 ianuarie 2012), „Andra: În showbizul românesc și-au facut loc tot felul de impostori”, Revista Tango, accesat în 7 mai 2021

  Materiale media legate de Andra la Wikimedia Commons